# Trichonta serena
Trichonta serena är en tvåvingeart som beskrevs av Gagne 1981. Trichonta serena ingår i släktet Trichonta och familjen svampmyggor.
Artens utbredningsområde är British Columbia. Inga underarter finns listade i Catalogue of Life.